# 代禱教堂 (曼哈頓)

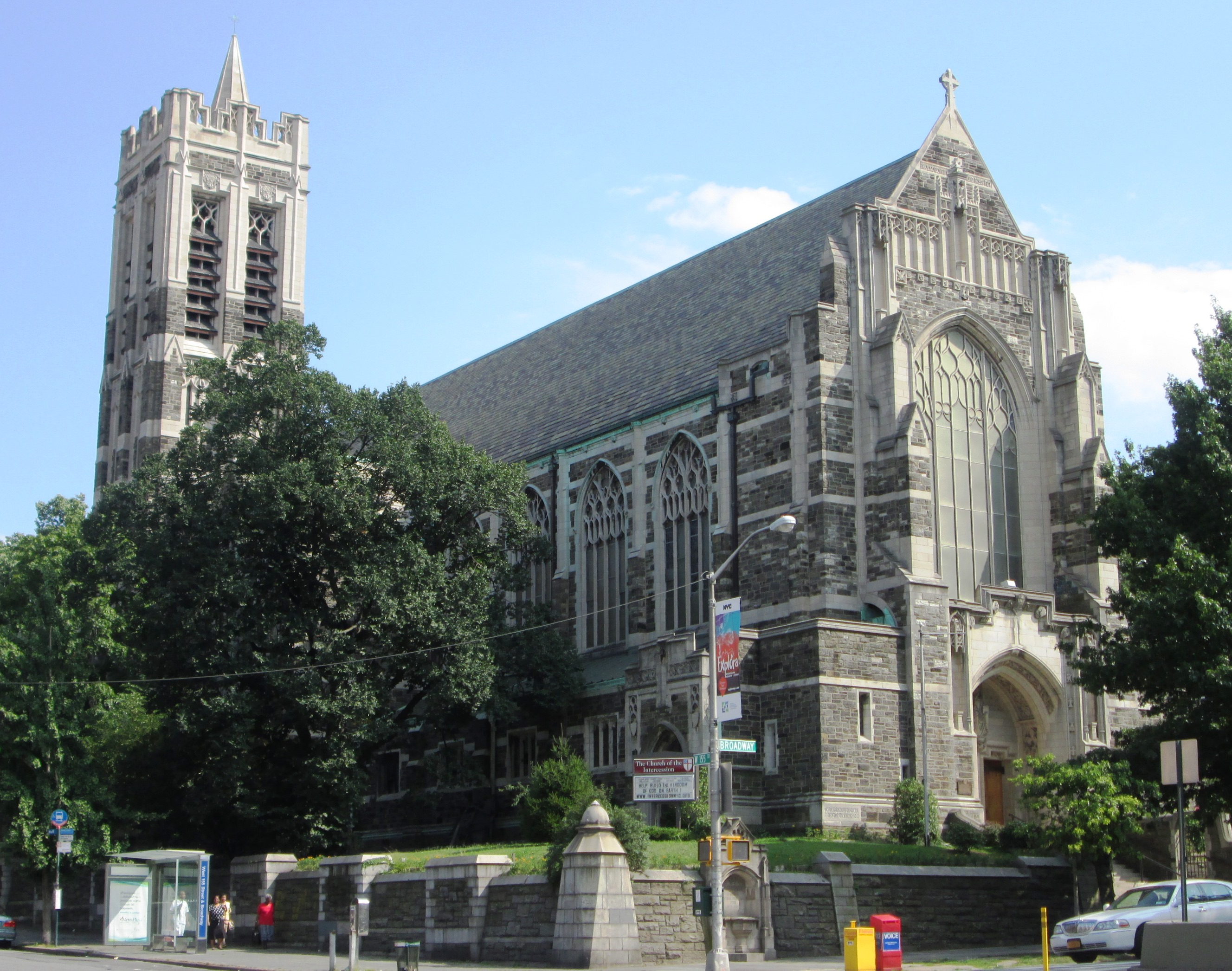
代禱教堂

代禱教堂（英語：Church of the Intercession）是位於美國紐約市曼哈頓的一座美國聖公會教堂。教堂始建於1846年，現在的建築修建於1912年至1915年。是一座哥特復興式建築。在1906年至1976年期間，該教堂是三一教堂的禮拜堂。1966年，代禱教堂被列入紐約市地標，1980年被列入國家史跡名錄。

## 外部連結
- Official website（页面存档备份，存于）